# Daniel Webster (politico 1782)
Daniel Webster (Salisbury, 18 gennaio 1782 – Marshfield, 24 ottobre 1852) è stato un politico statunitense, nel periodo precedente la Guerra civile.

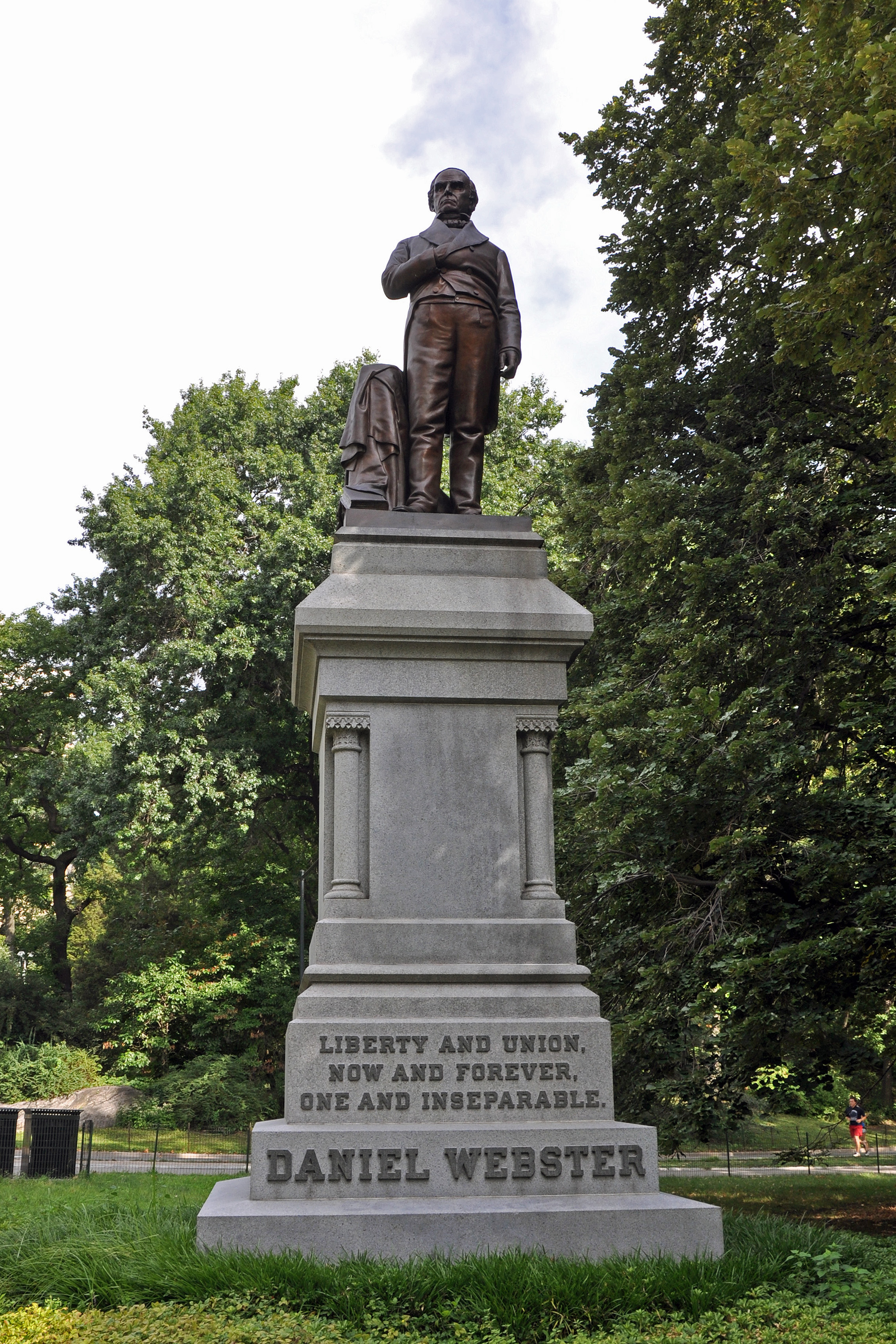
Statua di Daniel Webster a Central Park, New York City

Avvocato, Webster divenne importante con la difesa degli interessi degli armatori del New England. Le sue opinioni politiche a favore di un forte governo nazionale e l'efficacia con cui riusciva ad esporle portarono Webster a divenire uno dei leader più influenti del Partito Whig.
Dopo una lunga pratica come avvocato presso la Corte suprema, dove contribuì a stabilire molti precedenti costituzionali favorevoli all'autorità federale contro gli Stati, fu eletto senatore nel 1827 e mantenne la carica fino al 1850. La sua abilità come senatore era così riconosciuta che egli fu il terzo componente (del Nord) di quello che divenne noto come il "Grande Triumvirato" con i colleghi Henry Clay (dell'Ovest) e John C. Calhoun (del Sud).
Insieme a Clay si spese a favore dell'Unione e cercò compromessi che evitassero la secessione e la guerra civile. Divenuto segretario di Stato nel 1841 durante la presidenza di John Tyler negoziò il trattato Webster-Ashburton (1842) il quale fissò definitivamente i confini orientali tra Stati Uniti e Canada. Si dimise dalla carica nel 1843, dopo la rottura definitiva di Tyler con il Partito Whig. 
Riassunse la carica di segretario di Stato nel 1850 nel corso della presidenza di Millard Fillmore, contribuendo al "compromesso del 1850". Mantenne la carica fino alla morte, nel 1852.
Webster cercò la candidatura dei Whig in tre diverse elezioni presidenziali, sempre invano.

## Nella cultura di massa
Daniel Webster compare come personaggio nel racconto The Devil and Daniel Webster di Stephen Vincent Benét, oltre che nel film L'oro del demonio e nell'opera The Devil and Daniel Webster, entrambi basati sul racconto di Benét.